# 三日月のドラゴン
『三日月のドラゴン』（みかづきのドラゴン）は、長尾謙一郎による日本の漫画。英題は『Dragon Under The Crescent Moon』。『月刊!スピリッツ』（小学館）にて、2019年3月号から2022年10月号まで連載。海岸沿いの街を舞台としている。

## 登場人物
月島龍之介
本作の主人公。高校1年生。映画研究会に所属する気弱な少年。幼いころに両親を亡くし、祖母と二人暮らししている。家計を助けるためにコンビニエンスストア「コンビニマート」でアルバイトしている。運動神経は優れないが、空手には独特のセンスを発揮する。
凡拙
メガネをかけた小柄な老人。頓禅寺の僧侶を務める傍ら、空手教室を開き師範を務めている。
愚太郎
メガネをかけ、屈強な肉体を持つ青年。凡拙の息子で空手の師範代。
菊代
凡拙の家族。空手には非凡な才能を見せる。
千秋
凡拙の空手教室の門下生の一人。

## 書誌情報
- 長尾謙一郎 『三日月のドラゴン』 小学館〈ビッグコミックス〉、全7巻
  1. 2019年9月30日発売[3]、ISBN 978-4-09-860358-9
  2. 2020年2月28日発売[4]、ISBN 978-4-09-860549-1
  3. 2020年7月30日発売[5]、ISBN 978-4-09-860681-8
  4. 2020年12月25日発売[6]、ISBN 978-4-09-860788-4
  5. 2021年5月28日発売[7]、ISBN 978-4-09-861051-8
  6. 2021年12月28日発売[8]、ISBN 978-4-09-861208-6
  7. 2022年9月30日発売[9]、ISBN 978-4-09-861411-0